# CJ ENM
CJ ENM är ett sydkoreanskt underhållnings och detaljhandelsföretag som grundades 2018.
CJ ENM bildades som ett resultat av sammanslagningen av två CJ Groups dotterbolag, CJ E&M respektive CJ O Shopping, i juli 2018.